# Như Quỳnh (xã)
Như Quỳnh là là một xã thuộc tỉnh Hưng Yên, Việt Nam.

## Địa lý
Xã Như Quỳnh nằm ở phía bắc tỉnh Hưng Yên, có vị trí địa lý:
- Phía đông và đông nam giáp xã Lạc Đạo và phường Mỹ Hào.
- Phía tây và tây nam giáp xã Phụng Công và xã Nghĩa Trụ.
- Phía nam giáp xã Nguyễn Văn Linh.
- Phía bắc và tây bắc lần lượt giáp với xã Thuận An và xã Gia Lâm của thành phố Hà Nội.

## Lịch sử
Ngày 24 tháng 2 năm 1997, Chính phủ ban hành Nghị định 17-CP về việc thành lập thị trấn Như Quỳnh thuộc huyện Mỹ Văn trên cơ sở toàn bộ diện tích và dân số của xã Như Quỳnh.
Ngày 24 tháng 7 năm 1999, Chính phủ ban hành Nghị định 60/1999/NĐ-CP về việc chia huyện Mỹ Văn thành 3 huyện: Mỹ Hào, Văn Lâm và Yên Mỹ. Thị trấn Như Quỳnh trực thuộc huyện Văn Lâm.
Ngày 31 tháng 7 năm 2020, Bộ Xây dựng ban hành Quyết định 1005/QĐ-BXD công nhận khu vực phát triển đô thị trung tâm huyện Văn Lâm (gồm thị trấn Như Quỳnh và 5 xã: Đình Dù, Lạc Đạo, Lạc Hồng, Tân Quang, Trưng Trắc) là đô thị loại IV.
Ngày 16 tháng 6 năm 2025, Ủy ban Thường vụ Quốc hội ban hành Nghị quyết số 1666/NQ-UBTVQH15 về việc sắp xếp các đơn vị hành chính cấp xã của tỉnh Hưng Yên năm 2025. Theo đó, sắp xếp toàn bộ diện tích tự nhiên, quy mô dân số của thị trấn Như Quỳnh, các xã Tân Quang, Lạc Hồng, Trưng Trắc và một phần diện tích tự nhiên, quy mô dân số của xã Đình Dù thành xã mới có tên gọi là xã Như Quỳnh.

## Kinh tế
Như Quỳnh trước đây là một xã gồm các thôn: Như Quỳnh, Ngọc Quỳnh, Minh Khai, Ngô Xuyên, xóm Cố, Hành Lạc, Trung Lê và cụm dân cư đường 5 cũ (trước khi nắn).
Trước đây Như Quỳnh có các nghề như: trồng hoa, nấu rượu, buôn bán (chợ Như Quỳnh hay chợ Ghênh là trung tâm buôn bán lớn của vùng trong những thập niên 90 trở về trước). Sau đó thêm các ngành nghề như: tái chế nhựa, phế liệu, chế biến thực phẩm,... 
Thương mại dịch vụ phát triển trên nền tảng khu công nghiệp, trường Quản trị kinh doanh, làng nghề,...
Hiện nay, các khu và cụm công nghiệp trên địa bàn xã cũng giải quyết được việc làm cho rất nhiều lao động trong vùng. Cũng phải kể đến là làng nghề tái chế ở xã cũng đã giải quyết cho hàng nghìn lao động phổ thông đến từ các vùng lân cận như Thuận Thành (Bắc Ninh), Sơn La, Tuyên Quang,...

## Giao thông
Xã Như Quỳnh nằm ở vị trí phía bắc tỉnh Hưng Yên giáp ranh thủ đô Hà Nội có hệ thống giao thông khá thuận lợi.
Về đường bộ có Quốc lộ 5 con đường huyết mạch nối Hà Nội với Hải Phòng, đường tỉnh 385 từ xã đi tới các xã Đình Dù, Lạc Đạo, Chỉ Đạo, Đại Đồng, Việt Hưng, Lương Tài.
Về đường sắt có tuyến Hà Nội – Hải Phòng đi song song với Quốc lộ 5 (đoạn từ ngã tư Như Quỳnh hướng lên địa phận giáp ranh Hà Nội) và đi song song với tỉnh lộ 385 (đoạn từ ngã tư Như Quỳnh hướng xuống Lạc Đạo).
Hệ thống xe buýt: 40, 202, 205, 208, HY01,...

## Danh nhân
- Xã Như Quỳnh là quê hương của Hoàng thái hậu Ỷ Lan. Theo nhiều giả thiết thì đây là quê gốc. Bà sinh ngày 7 tháng 3 năm Giáp Thân, niên hiệu Thiên Cảm Thánh Võ thứ nhất (1044). Nguyên quán bà là trang Thổ Lỗi, hương Siêu Loại. Đền hiện thấy là công trình phục dựng, tục gọi là Đền Ghênh.
- Trương Thị Ngọc Chử, mẹ của chúa Trịnh Cương.
- Trương Thị Trong
- Làng Khoai xưa, tức làng Minh Khai, quê hương sứ quân Lữ Đường thời 12 sứ quân.

## Văn hóa
Ở xã Như Quỳnh có nhiều di tích đã được xếp hạng cấp quốc gia như: đền Ghênh - đền Ỷ Lan; Từ Vũ họ Trương, bãi đá đền Từ Vũ; đình Ất, chùa Hành Lạc.